# Pampers
Pampers (Памперс) — це американський бренд товарів для немовлят та дітей дошкільного віку, що продаються компанією Procter & Gamble.

## Історія
У 1956 році дослідник P&G Віктор Міллс не любив міняти тканинні підгузки свого новонародженого онука. Він призначив колег-дослідників з дослідницького підрозділу P&G в Маямі-Веллі, штат Огайо, розглянути питання виготовлення кращої одноразової пелюшки.
Pampers були представлені в 1961 році. Вони були створені дослідниками P&G, включаючи Віка Міллса та Норму Людерс Бейкер.
Назва «Pampers» була придумана Альфредом Голдменом, креативним директором Benton & Bowles.
Попередні наявні підгузники були громіздкими, важкими виробами, складеними з пухнастої целюлози з верхнім простирадлом із пластику, підкладкою з поліетилену. У 1966 році Памперс випустив дизайн «крилатого складання», а до 1969 року створив лінійку підгузників: «третій розмір». На цей час Pampers став національним брендом у Сполучених Штатах. Також були представлені розміри для малюків та недоношених дітей. У 1973 р. Компанія P&G розробила еластичні одинарні та подвійні ластики навколо ніг та талії, щоб допомогти припасувати та утримати не всмоктувану сечу або випорожнення. У 1982 році Памперс представив еластичний підгузник із крилами, що має еластичні наконечники для ніг.